# Cybaeus sasakii
Cybaeus sasakii är en spindelart som beskrevs av Yoh Ihara 2004. Cybaeus sasakii ingår i släktet Cybaeus och familjen vattenspindlar. Inga underarter finns listade i Catalogue of Life.